# Potocitosis
La potocitosis es un tipo de endocitosis mediada por receptores en la que se transportan pequeñas moléculas a través de la membrana plasmática. Las moléculas son transportadas por caveolas (en lugar de vesículas recubiertas de clatrina) y se depositan directamente en el citosol.
Al igual que otros tipos de endocitosis mediada por receptores, la potocitosis generalmente comienza cuando un ligando extracelular se une a una proteína receptora en la superficie de una célula, comenzando así la formación de una vesícula endocitótica. El ligando suele ser de baja masa molecular (por ejemplo, vitaminas), pero algunas moléculas más grandes (como los lípidos) también pueden actuar como ligandos.

## Mecanismo
Las balsas lípidicas en la membrana plasmática actúan como microdominios de membrana. Están enriquecidas en colesterol y esfingolípidos e intervienen en la potocitosis como compartimentación lateral de las moléculas. Las caveolas son invaginaciones suaves enriquecidas con caveolina-1 que se encuentran en estas balsas lipídicas que contribuyen al transporte de moléculas. La potocitosis funciona tomando material en caveolas en la superficie de la célula. 
El glicosilfosfatidilinositol es una clase de proteínas de membrana ancladas que generan altas concentraciones de moléculas. Puede ser liberando una molécula unida al receptor, convirtiendo moléculas enzimáticamente o liberándolas de una proteína transportadora.